# Temporada da WTA de 2012
A temporada da WTA de 2012 foi o circuito feminino das tenistas profissionais de elite para o ano em questão. A Associação de Tênis Feminino (WTA) organiza a maioria dos eventos – os WTA Premier Mandatory, WTA Premier 5, WTA Premier, WTA International e os de fim de temporada e os de fim de temporada (WTA Championships e Torneio das Campeãs), enquanto que a Federação Internacional de Tênis (ITF) tem os torneios do Grand Slam, o evento tenístico dos Jogos Olímpicos, a Fed Cup e a Copa Hopman.

## Calendário

### Países
| Torneios | País(es) | País(es) |
| -------- | --- | --- |
| 11       | Estados Unidos | Estados Unidos |
| 5        | Austrália | Austrália |
| 4        | Reino Unido | Reino Unido |
| 3        | França | França |
| 2        | Áustria · Canadá · China · Espanha | Itália · Japão · México                                                                                             |
| 1        | Alemanha · Azerbaijão · Bélgica · Bulgária · Catar · Colômbia · Coreia do Sul · Dinamarca · Emirados Árabes Unidos · Hungria · Luxemburgo | Malásia · Marrocos · Nova Zelândia · Países Baixos · Portugal · Rússia · Suécia · Tailândia · Turquia · Uzbequistão |

### Mudanças
- Torneio(s):
  - Extinto: Marbella;
  - Promovido: Brisbane (WTA International para WTA Premier);
  - Transferidos: Torneio das Campeãs (Bali para Sófia) e Washington (College Park, em Maryland, para Washington);
  - Promovido: Doha (WTA Premier para WTA Premier 5);
  - Rebaixado: Dubai (WTA Premier 5 para WTA Premier).
  - Piso: Madri (saibro vermelho para azul).

- Movimentações de rotina:
  - Cidade: Toronto para Montreal (troca anual entre ATP e WTA);
  - Entra: Tênis nos Jogos Olímpicos (4 em 4 anos; Pequim para Londres).

### Mês a mês

#### Legenda
Abaixo estão exemplos, com explicações usando o elemento dica de contexto. Basta passar o cursor sobre cada linha pontilhada para lê-las.
| Semana de                   | Torneio                                                                                        | Campeã(s)(o/ões)            | Vice-campeã(s)(o/ões)     | Resultado            |
| --------------------------- | ---------------------------------------------------------------------------------------------- | --------------------------- | ------------------------- | -------------------- |
| 16 de janeiro 23 de janeiro | Australian Open · Melbourne, Austrália · Grand Slam · A$ 12.176.550 – duro – 128S•96Q•64D•32DM | jogador(a) 1                | jogador(a) 2              | 7–61, 4–6, 7–6(10–6) |
| 16 de janeiro 23 de janeiro | Australian Open · Melbourne, Austrália · Grand Slam · A$ 12.176.550 – duro – 128S•96Q•64D•32DM | jogador(a) 3 · jogador(a) 4 | jogador(a) 5 jogador(a) 6 | 4–6, 6–4, [11–9]     |
| 16 de janeiro 23 de janeiro | Australian Open · Melbourne, Austrália · Grand Slam · A$ 12.176.550 – duro – 128S•96Q•64D•32DM | jogadora 7 jogador 8        | jogadora 9 jogador 10     | 6–2, 4–6, [10–3]     |

| Casos excepcionais | Premiação               | Grand Slam | Grand Slam | Grand Slam |
| Casos excepcionais | Premiação               | Variável   |            |            |
| Casos excepcionais | Número de participantes | QD         | E          |            |
| Casos excepcionais | Ordenação dos torneios  |            |            |            |

| Ícones | Clicável      |                                        |                                           |
| Ícones | Clicável      | edição do torneio                      |                                           |
| Ícones | Não-clicáveis |                                        | primeiro título conquistado na modalidade |
| Ícones | Não-clicáveis | o(a) jogador(a)/país defendeu o título |                                           |

#### Janeiro
| Semana de                   | Torneio | Campeã(s)(o/ões)                                | Vice-campeã(s)(o/ões)                      | Resultado          |
| --------------------------- | --- | ----------------------------------------------- | ------------------------------------------ | ------------------ |
| 2 de janeiro                | Brisbane International Brisbane, Austrália WTA Premier US$ 655.000 – duro – 32S•32Q•16D | Kaia Kanepi                                     | Daniela Hantuchová                         | 6–2, 6–1           |
| 2 de janeiro                | Brisbane International Brisbane, Austrália WTA Premier US$ 655.000 – duro – 32S•32Q•16D | Nuria Llagostera Vives Arantxa Parra Santonja   | Raquel Kops-Jones Abigail Spears           | 7–62, 7–62         |
| 2 de janeiro                | ASB Classic Auckland, Nova Zelândia WTA International US$ 220.000 – duro – 32S•32Q•16D | Zheng Jie                                       | Flavia Pennetta                            | 2–6, 6–3, 2–0, ab. |
| 2 de janeiro                | ASB Classic Auckland, Nova Zelândia WTA International US$ 220.000 – duro – 32S•32Q•16D | Andrea Hlaváčková Lucie Hradecká                | Julia Görges Flavia Pennetta               | 26–7, 6–2, [10–7]  |
| 2 de janeiro                | Hyundai Hopman Cup Perth, Austrália Competição de curta duração entre países – mista A$ 1.000.000 – duro (coberto) – 8E                                                                                         | República Checa · Petra Kvitová · Tomáš Berdych | França · Marion Bartoli · Richard Gasquet  | 2–0                |
| 9 de janeiro                | Apia International Sydney Sydney, Austrália WTA Premier US$ 637.000 – duro – 30S•48Q•16D | Victoria Azarenka                               | Li Na                                      | 6–2, 1–6, 6–3      |
| 9 de janeiro                | Apia International Sydney Sydney, Austrália WTA Premier US$ 637.000 – duro – 30S•48Q•16D | Květa Peschke Katarina Srebotnik                | Liezel Huber Lisa Raymond                  | 6–1, 4–6, [13–11]  |
| 9 de janeiro                | Moorilla Hobart International Hobart, Austrália WTA International US$ 220.000 – duro – 32S•32Q•16D | Mona Barthel                                    | Yanina Wickmayer                           | 6–1, 6–2           |
| 9 de janeiro                | Moorilla Hobart International Hobart, Austrália WTA International US$ 220.000 – duro – 32S•32Q•16D | Irina-Camelia Begu · Monica Niculescu           | Chuang Chia-jung Marina Erakovic           | 46–7, 7–64, [10–5] |
| 16 de janeiro 23 de janeiro | Australian Open Melbourne, Austrália Grand Slam A$ 12.176.550 – duro – 128S•96Q•64D•32DM | Victoria Azarenka                               | Maria Sharapova                            | 6–3, 6–0           |
| 16 de janeiro 23 de janeiro | Australian Open Melbourne, Austrália Grand Slam A$ 12.176.550 – duro – 128S•96Q•64D•32DM | Svetlana Kuznetsova Vera Zvonareva              | Sara Errani Roberta Vinci                  | 5–7, 6–4, 6–3      |
| 16 de janeiro 23 de janeiro | Australian Open Melbourne, Austrália Grand Slam A$ 12.176.550 – duro – 128S•96Q•64D•32DM | Bethanie Mattek-Sands · Horia Tecău             | Elena Vesnina Leander Paes                 | 6–3, 5–7, [10–3]   |
| 30 de janeiro               | Fed Cup: primeira fase Moscou, Rússia – duro (coberto) Charleroi, Bélgica – duro (coberto) Biella, Itália – saibro (coberto) Stuttgart, Alemanha – duro (coberto) Competição de longa duração entre países – 8E | · Rússia · Sérvia · Itália · República Checa    | · Espanha · Bélgica · Ucrânia · Alemanha · | 3–2 4–1            |

#### Fevereiro
| Semana de       | Torneio | Campeã(s)                        | Vice-campeã(s)                                | Resultado          |
| --------------- | --- | -------------------------------- | --------------------------------------------- | ------------------ |
| 6 de fevereiro  | Open GDF Suez Paris, França WTA Premier US$ 637.000 – duro (coberto) – 30S•32Q•16D                                | Angelique Kerber                 | Marion Bartoli                                | 7–63, 5–7, 6–3     |
| 6 de fevereiro  | Open GDF Suez Paris, França WTA Premier US$ 637.000 – duro (coberto) – 30S•32Q•16D                                | Liezel Huber Lisa Raymond        | Anna-Lena Grönefeld Petra Martić              | 7–63, 6–1          |
| 6 de fevereiro  | PTT Pattaya Open Pattaya, Tailândia WTA International US$ 220.000 – duro – 32S•16Q•16D                            | Daniela Hantuchová               | Maria Kirilenko                               | 46–7, 6–3, 6–3     |
| 6 de fevereiro  | PTT Pattaya Open Pattaya, Tailândia WTA International US$ 220.000 – duro – 32S•16Q•16D                            | Sania Mirza Anastasia Rodionova  | Chan Hao-ching Chan Yung-jan                  | 3–6, 6–1, [10–8]   |
| 13 de fevereiro | Qatar Total Open Doha, Catar WTA Premier 5 US$ 2.168.400 – duro – 56S•32Q•28D                                     | Victoria Azarenka                | Samantha Stosur                               | 6–1, 6–2           |
| 13 de fevereiro | Qatar Total Open Doha, Catar WTA Premier 5 US$ 2.168.400 – duro – 56S•32Q•28D                                     | Liezel Huber Lisa Raymond        | Raquel Kops-Jones Abigail Spears              | 6–3, 6–1           |
| 13 de fevereiro | Copa BBVA Colsanitas Bogotá, Colômbia WTA International US$ 220.000 – saibro – 32S•25Q•16D                        | Lara Arruabarrena-Vecino         | Alexandra Panova                              | 6–2, 7–5           |
| 13 de fevereiro | Copa BBVA Colsanitas Bogotá, Colômbia WTA International US$ 220.000 – saibro – 32S•25Q•16D                        | Eva Birnerová Alexandra Panova   | Mandy Minella Stefanie Vögele                 | 6–2, 6–2           |
| 20 de fevereiro | Dubai Duty Free Tennis Championships Dubai, Emirados Árabes Unidos WTA Premier US$ 2.000.000 – duro – 28S•32Q•16D | Agnieszka Radwańska              | Julia Görges                                  | 7–5, 6–4           |
| 20 de fevereiro | Dubai Duty Free Tennis Championships Dubai, Emirados Árabes Unidos WTA Premier US$ 2.000.000 – duro – 28S•32Q•16D | Liezel Huber · Lisa Raymond      | Sania Mirza Elena Vesnina                     | 6–2, 6–1           |
| 20 de fevereiro | Memphis International Memphis, Estados Unidos WTA International US$ 220.000 – duro (coberto) – 32S•16Q•16D        | Sofia Arvidsson                  | Marina Erakovic                               | 6–3, 6–4           |
| 20 de fevereiro | Memphis International Memphis, Estados Unidos WTA International US$ 220.000 – duro (coberto) – 32S•16Q•16D        | Andrea Hlaváčková Lucie Hradecká | Vera Dushevina Olga Govortsova                | 6–3, 6–4           |
| 20 de fevereiro | Whirlpool Abierto Monterrey Monterrey, México WTA International US$ 220.000 – duro – 32S•32Q•16D                  | Tímea Babos                      | Alexandra Cadanțu                             | 6–4, 6–4           |
| 20 de fevereiro | Whirlpool Abierto Monterrey Monterrey, México WTA International US$ 220.000 – duro – 32S•32Q•16D                  | Sara Errani Roberta Vinci        | Kimiko Date-Krumm Zhang Shuai                 | 6–2, 7–66          |
| 27 de fevereiro | Abierto Mexicano Telcel Acapulco, México WTA International US$ 220.000 – saibro – 32S•32Q•16D                     | Sara Errani                      | Flavia Pennetta                               | 5–7, 7–62, 6–0     |
| 27 de fevereiro | Abierto Mexicano Telcel Acapulco, México WTA International US$ 220.000 – saibro – 32S•32Q•16D                     | Sara Errani Roberta Vinci        | Lourdes Domínguez Lino Arantxa Parra Santonja | 6–2, 6–1           |
| 27 de fevereiro | BMW Malaysian Open Kuala Lumpur, Malásia WTA International US$ 220.000 – duro – 32S•32Q•16D                       | Hsieh Su-wei                     | Petra Martić                                  | 2–6, 7–5, 4–1, ab. |
| 27 de fevereiro | BMW Malaysian Open Kuala Lumpur, Malásia WTA International US$ 220.000 – duro – 32S•32Q•16D                       | Chang Kai-chen Chuang Chia-jung  | Chan Hao-ching Rika Fujiwara                  | 7–5, 6–4           |

#### Março
| Semana de               | Torneio                                                                                                | Campeã(s)                     | Vice-campeã(s)            | Resultado         |
| ----------------------- | --- | ----------------------------- | ------------------------- | ----------------- |
| 5 de março 12 de março  | BNP Paribas Open Indian Wells, Estados Unidos WTA Premier Mandatory US$ 4.828.050 – duro – 96S•48Q•32D | Victoria Azarenka             | Maria Sharapova           | 6–2, 6–3          |
| 5 de março 12 de março  | BNP Paribas Open Indian Wells, Estados Unidos WTA Premier Mandatory US$ 4.828.050 – duro – 96S•48Q•32D | Liezel Huber Lisa Raymond     | Sania Mirza Elena Vesnina | 6–2, 6–3          |
| 19 de março 26 de março | Sony Ericsson Open Miami, Estados Unidos WTA Premier Mandatory US$ 4.828.050 – duro – 96S•48Q•32D      | Agnieszka Radwańska           | Maria Sharapova           | 7–5, 6–4          |
| 19 de março 26 de março | Sony Ericsson Open Miami, Estados Unidos WTA Premier Mandatory US$ 4.828.050 – duro – 96S•48Q•32D      | Maria Kirilenko Nadia Petrova | Sara Errani Roberta Vinci | 7–60, 4–6, [10–4] |

#### Abril
| Semana de   | Torneio | Campeã(s)                                 | Vice-campeã(s)                             | Resultado         |
| ----------- | --- | ----------------------------------------- | ------------------------------------------ | ----------------- |
| 2 de abril  | Family Circle Cup Charleston, Estados Unidos WTA Premier US$ 740.000 – saibro (verde) – 56S•48Q•16D                                            | Serena Williams                           | Lucie Šafářová                             | 6–0, 6–1          |
| 2 de abril  | Family Circle Cup Charleston, Estados Unidos WTA Premier US$ 740.000 – saibro (verde) – 56S•48Q•16D                                            | Anastasia Pavlyuchenkova · Lucie Šafářová | Anabel Medina Garrigues Yaroslava Shvedova | 5–7, 6–4, [10–6]  |
| 9 de abril  | Barcelona Ladies Open Barcelona, Espanha WTA International US$ 220.000 – saibro – 32S•32Q•16D                                                  | Sara Errani                               | Dominika Cibulková                         | 6–2, 6–2          |
| 9 de abril  | Barcelona Ladies Open Barcelona, Espanha WTA International US$ 220.000 – saibro – 32S•32Q•16D                                                  | Sara Errani Roberta Vinci                 | Flavia Pennetta Francesca Schiavone        | 6–0, 6–2          |
| 9 de abril  | e-Boks Open Copenhague, Dinamarca WTA International US$ 220.000 – duro (coberto) – 32S•32Q•16D                                                 | Angelique Kerber                          | Caroline Wozniacki                         | 6–4, 6–4          |
| 9 de abril  | e-Boks Open Copenhague, Dinamarca WTA International US$ 220.000 – duro (coberto) – 32S•32Q•16D                                                 | Kimiko Date-Krumm · Rika Fujiwara         | Sofia Arvidsson Kaia Kanepi                | 6–2, 4–6, [10–5]  |
| 16 de abril | Fed Cup: semifinais Moscou, Rússia – saibro (coberto) Ostrava, República Tcheca – duro (coberto) Competição de longa duração entre países – 8E | · Sérvia · República Checa                | · Rússia · Itália                          | 3–2 4–1           |
| 23 de abril | Porsche Tennis Grand Prix Stuttgart, Alemanha WTA Premier US$ 740.000 – saibro (coberto) – 28S•32Q•16D                                         | Maria Sharapova                           | Victoria Azarenka                          | 6–1, 6–4          |
| 23 de abril | Porsche Tennis Grand Prix Stuttgart, Alemanha WTA Premier US$ 740.000 – saibro (coberto) – 28S•32Q•16D                                         | Iveta Benešová Barbora Záhlavová-Strýcová | Julia Görges Anna-Lena Grönefeld           | 6–4, 7–5          |
| 23 de abril | Grand Prix de SAR La Princesse Lalla Meryem Fez, Marrocos WTA International US$ 220.000 – saibro – 32S•27Q•16D                                 | Kiki Bertens                              | Laura Pous Tió                             | 7–5, 6–0          |
| 23 de abril | Grand Prix de SAR La Princesse Lalla Meryem Fez, Marrocos WTA International US$ 220.000 – saibro – 32S•27Q•16D                                 | Petra Cetkovská Alexandra Panova          | Irina-Camelia Begu Alexandra Cadanțu       | 3–6, 7–65, [11–9] |
| 30 de abril | Budapest Grand Prix Budapeste, Hungria WTA International US$ 2220.000 – saibro – 32S•16Q•16D                                                   | Sara Errani                               | Elena Vesnina                              | 7–5, 6–4          |
| 30 de abril | Budapest Grand Prix Budapeste, Hungria WTA International US$ 2220.000 – saibro – 32S•16Q•16D                                                   | Janette Husárová · Magdaléna Rybáriková   | Eva Birnerová Michaëlla Krajicek           | 6–4, 6–2          |
| 30 de abril | Estoril Open Estoril, Portugal WTA International US$ 220.000 – saibro – 32S•32Q•16D                                                            | Kaia Kanepi                               | Carla Suárez Navarro                       | 3–6, 7–66, 6–4    |
| 30 de abril | Estoril Open Estoril, Portugal WTA International US$ 220.000 – saibro – 32S•32Q•16D                                                            | Chuang Chia-jung Zhang Shuai              | Yaroslava Shvedova Galina Voskoboeva       | 4–6, 6–1, [11–9]  |

#### Maio
| Semana de             | Torneio                                                                                               | Campeã(s)(o/ões)                     | Vice-campeã(s)(o/ões)                  | Resultado         |
| --------------------- | --- | ------------------------------------ | -------------------------------------- | ----------------- |
| 7 de maio             | Mutua Madrid Open Madri, Espanha WTA Premier Mandatory € 3.755.140 – saibro (azul) – 64S•32Q•28D      | Serena Williams                      | Victoria Azarenka                      | 6–1, 6–3          |
| 7 de maio             | Mutua Madrid Open Madri, Espanha WTA Premier Mandatory € 3.755.140 – saibro (azul) – 64S•32Q•28D      | Sara Errani Roberta Vinci            | Ekaterina Makarova Elena Vesnina       | 6–1, 3–6, [10–4]  |
| 14 de maio            | Internazionali BNL d'Italia Roma, Itália WTA Premier 5 US$ 2.166.400 – saibro – 56S•32Q•28D           | Maria Sharapova                      | Li Na                                  | 4–6, 6–4, 7–65    |
| 14 de maio            | Internazionali BNL d'Italia Roma, Itália WTA Premier 5 US$ 2.166.400 – saibro – 56S•32Q•28D           | Sara Errani Roberta Vinci            | Ekaterina Makarova Elena Vesnina       | 6–2, 7–5          |
| 21 de maio            | Brussels Open Bruxelas, Bélgica WTA Premier US$ 637.000 – saibro – 30S•28Q•16D                        | Agnieszka Radwańska                  | Simona Halep                           | 7–5, 6–0          |
| 21 de maio            | Brussels Open Bruxelas, Bélgica WTA Premier US$ 637.000 – saibro – 30S•28Q•16D                        | Bethanie Mattek-Sands Sania Mirza    | Alicja Rosolska Zheng Jie              | 6–3, 6–2          |
| 21 de maio            | Internationaux de Strasbourg Estrasburgo, França WTA International US$ 220.000 – saibro – 32S•30Q•15D | Francesca Schiavone                  | Alizé Cornet                           | 6–4, 6–4          |
| 21 de maio            | Internationaux de Strasbourg Estrasburgo, França WTA International US$ 220.000 – saibro – 32S•30Q•15D | Olga Govortsova Klaudia Jans-Ignacik | Natalie Grandin Vladimíra Uhlířová     | 46–7, 6–3, [10–3] |
| 28 de maio 4 de junho | Torneio de Roland Garros Paris, França Grand Slam € 8.739.000 – saibro – 128S•96Q•64D•32DM            | Maria Sharapova                      | Sara Errani                            | 6–3, 6–2          |
| 28 de maio 4 de junho | Torneio de Roland Garros Paris, França Grand Slam € 8.739.000 – saibro – 128S•96Q•64D•32DM            | Sara Errani Roberta Vinci            | Maria Kirilenko Nadia Petrova          | 4–6, 6–4, 6–2     |
| 28 de maio 4 de junho | Torneio de Roland Garros Paris, França Grand Slam € 8.739.000 – saibro – 128S•96Q•64D•32DM            | Sania Mirza Mahesh Bhupathi          | Klaudia Jans-Ignacik Santiago González | 7–63, 6–1         |

#### Junho
| Semana de              | Torneio                                                                                             | Campeã(s)(o/ões)                                   | Vice-campeã(s)(o/ões)            | Resultado         |
| ---------------------- | --------------------------------------------------------------------------------------------------- | -------------------------------------------------- | -------------------------------- | ----------------- |
| 11 de junho            | Nürnberger Gastein Ladies Bad Gastein, Áustria WTA International US$ 220.000 – saibro – 32S•16Q•16D | Alizé Cornet                                       | Yanina Wickmayer                 | 7–5, 7–61         |
| 11 de junho            | Nürnberger Gastein Ladies Bad Gastein, Áustria WTA International US$ 220.000 – saibro – 32S•16Q•16D | Jill Craybas Julia Görges                          | Anna-Lena Grönefeld Petra Martić | 46–7, 6–4, [11–9] |
| 11 de junho            | Aegon Classic Birmingham, Reino Unido WTA International US$ 220.000 – grama – 56S•32Q•16D           | Melanie Oudin                                      | Jelena Janković                  | 6–4, 6–2          |
| 11 de junho            | Aegon Classic Birmingham, Reino Unido WTA International US$ 220.000 – grama – 56S•32Q•16D           | Tímea Babos · Hsieh Su-wei                         | Liezel Huber Lisa Raymond        | 7–5, 26–7, [10–8] |
| 18 de junho            | Aegon International Eastbourne, Reino Unido WTA Premier US$ 637.000 – grama – 32S•28Q•16D           | Tamira Paszek                                      | Angelique Kerber                 | 5–7, 6–3, 7–5     |
| 18 de junho            | Aegon International Eastbourne, Reino Unido WTA Premier US$ 637.000 – grama – 32S•28Q•16D           | Nuria Llagostera Vives María José Martínez Sánchez | Liezel Huber Lisa Raymond        | 6–4, ab.          |
| 18 de junho            | Unicef Open 's-Hertogenbosch, Países Baixos WTA International US$ 220.000 – grama – 32S•16Q•16D     | Nadia Petrova                                      | Urszula Radwańska                | 6–4, 6–3          |
| 18 de junho            | Unicef Open 's-Hertogenbosch, Países Baixos WTA International US$ 220.000 – grama – 32S•16Q•16D     | Sara Errani Roberta Vinci                          | Maria Kirilenko Nadia Petrova    | 6–4, 3–6, [11–9]  |
| 25 de junho 2 de julho | Torneio de Wimbledon Londres, Reino Unido Grand Slam £ 7.513.200 – grama – 128S•96Q•64D•16QD•48DM   | Serena Williams                                    | Agnieszka Radwańska              | 6–1, 5–7, 6–2     |
| 25 de junho 2 de julho | Torneio de Wimbledon Londres, Reino Unido Grand Slam £ 7.513.200 – grama – 128S•96Q•64D•16QD•48DM   | Serena Williams Venus Williams                     | Andrea Hlaváčková Lucie Hradecká | 7–5, 6–4          |
| 25 de junho 2 de julho | Torneio de Wimbledon Londres, Reino Unido Grand Slam £ 7.513.200 – grama – 128S•96Q•64D•16QD•48DM   | Lisa Raymond Mike Bryan                            | Elena Vesnina Leander Paes       | 6–3, 5–7, 6–4     |

#### Julho
| Semana de   | Torneio                                                                                        | Campeã(s)                                  | Vice-campeã(s)                    | Resultado        |
| ----------- | ---------------------------------------------------------------------------------------------- | ------------------------------------------ | --------------------------------- | ---------------- |
| 9 de julho  | Bank of the West Classic Stanford, Estados Unidos WTA Premier US$ 740.000 – duro – 28S•16Q•15D | Serena Williams                            | Coco Vandeweghe                   | 7–5, 6–3         |
| 9 de julho  | Bank of the West Classic Stanford, Estados Unidos WTA Premier US$ 740.000 – duro – 28S•16Q•15D | Marina Erakovic · Heather Watson           | Jarmila Gajdošová Vania King      | 7–5, 7–67        |
| 9 de julho  | Italiacom Open Palermo, Itália WTA International US$ 220.000 – saibro – 32S•32Q•16D            | Sara Errani                                | Barbora Záhlavová-Strýcová        | 6–1, 6–3         |
| 9 de julho  | Italiacom Open Palermo, Itália WTA International US$ 220.000 – saibro – 32S•32Q•16D            | Renata Voráčová Barbora Záhlavová-Strýcová | Darija Jurak Katalin Marosi       | 7–65, 6–4        |
| 16 de julho | Mercury Insurance Open Carlsbad, Estados Unidos WTA Premier US$ 740.000 – duro – 28S•16Q•16D   | Dominika Cibulková                         | Marion Bartoli                    | 6–1, 7–5         |
| 16 de julho | Mercury Insurance Open Carlsbad, Estados Unidos WTA Premier US$ 740.000 – duro – 28S•16Q•16D   | Raquel Kops-Jones Abigail Spears           | Vania King Nadia Petrova          | 6–2, 6–4         |
| 16 de julho | Sony Swedish Open Båstad, Suécia WTA International US$ 220.000 – saibro – 32S•32Q•16D          | Polona Hercog                              | Mathilde Johansson                | 0–6, 6–4, 7–5    |
| 16 de julho | Sony Swedish Open Båstad, Suécia WTA International US$ 220.000 – saibro – 32S•32Q•16D          | Catalina Castaño · Mariana Duque-Mariño    | Eva Hrdinová Mervana Jugić-Salkić | 6–4, 5–7, [10–6] |
| 23 de julho | Baku Cup Baku, Azerbaijão WTA International US$ 220.000 – duro – 32S•12Q•16D                   | Bojana Jovanovski                          | Julia Cohen                       | 6–3, 6–1         |
| 23 de julho | Baku Cup Baku, Azerbaijão WTA International US$ 220.000 – duro – 32S•12Q•16D                   | Irina Buryachok · Valeria Solovieva        | Eva Birnerová Alberta Brianti     | 6–3, 6–2         |
| 30 de julho | Jogos Olímpicos Londres, Reino Unido Jogos Olímpicos de Verão grama – 64S•31D•16DM             | Ouro                                       | Prata                             |                  |
| 30 de julho | Jogos Olímpicos Londres, Reino Unido Jogos Olímpicos de Verão grama – 64S•31D•16DM             | Serena Williams                            | Maria Sharapova                   | 6–0, 6–1         |
| 30 de julho | Jogos Olímpicos Londres, Reino Unido Jogos Olímpicos de Verão grama – 64S•31D•16DM             | Serena Williams · Venus Williams           | Andrea Hlaváčková Lucie Hradecká  | 6–4, 6–4         |
| 30 de julho | Jogos Olímpicos Londres, Reino Unido Jogos Olímpicos de Verão grama – 64S•31D•16DM             | Victoria Azarenka Max Mirnyi               | Laura Robson Andy Murray          | 2–6, 6–3, [10–8] |
| 30 de julho | Jogos Olímpicos Londres, Reino Unido Jogos Olímpicos de Verão grama – 64S•31D•16DM             | Bronze                                     | Quarto lugar                      |                  |
| 30 de julho | Jogos Olímpicos Londres, Reino Unido Jogos Olímpicos de Verão grama – 64S•31D•16DM             | Victoria Azarenka                          | Maria Kirilenko                   | 6–3, 6–4         |
| 30 de julho | Jogos Olímpicos Londres, Reino Unido Jogos Olímpicos de Verão grama – 64S•31D•16DM             | Maria Kirilenko Nadia Petrova              | Liezel Huber Lisa Raymond         | 4–6, 6–4, 6–1    |
| 30 de julho | Jogos Olímpicos Londres, Reino Unido Jogos Olímpicos de Verão grama – 64S•31D•16DM             | Lisa Raymond Mike Bryan                    | Sabine Lisicki Christopher Kas    | 6–3, 4–6, [10–4] |
| 30 de julho | Citi Open Washington, Estados Unidos WTA International US$ 220.000 – duro – 32S•16Q•16D        | Magdaléna Rybáriková                       | Anastasia Pavlyuchenkova          | 6–1, 6–1         |
| 30 de julho | Citi Open Washington, Estados Unidos WTA International US$ 220.000 – duro – 32S•16Q•16D        | Shuko Aoyama · Chang Kai-chen              | Irina Falconi Chanelle Scheepers  | 7–5, 6–2         |

#### Agosto
| Semana de                  | Torneio                                                                                             | Campeã(s)(o/ões)                           | Vice-campeã(s)(o/ões)            | Resultado          |
| -------------------------- | --------------------------------------------------------------------------------------------------- | ------------------------------------------ | -------------------------------- | ------------------ |
| 6 de agosto                | Coupe Rogers Montreal, Canadá WTA Premier 5 US$ 2.168.400 – duro – 48S•56Q•28D                      | Petra Kvitová                              | Li Na                            | 7–5, 2–6, 6–3      |
| 6 de agosto                | Coupe Rogers Montreal, Canadá WTA Premier 5 US$ 2.168.400 – duro – 48S•56Q•28D                      | Klaudia Jans-Ignacik · Kristina Mladenovic | Nadia Petrova Katarina Srebotnik | 7–5, 2–6, [10–7]   |
| 13 de agosto               | Western & Southern Open Cincinnati, Estados Unidos WTA Premier 5 US$ 2.168.400 – duro – 55S•48Q•28D | Li Na                                      | Angelique Kerber                 | 1–6, 6–3, 6–1      |
| 13 de agosto               | Western & Southern Open Cincinnati, Estados Unidos WTA Premier 5 US$ 2.168.400 – duro – 55S•48Q•28D | Andrea Hlaváčková Lucie Hradecká           | Katarina Srebotnik Zheng Jie     | 6–1, 6–3           |
| 20 de agosto               | New Haven Open at Yale New Haven, Estados Unidos WTA Premier US$ 637.000 – duro – 30S•32Q•16D       | Petra Kvitová                              | Maria Kirilenko                  | 7–69, 7–5          |
| 20 de agosto               | New Haven Open at Yale New Haven, Estados Unidos WTA Premier US$ 637.000 – duro – 30S•32Q•16D       | Liezel Huber Lisa Raymond                  | Andrea Hlaváčková Lucie Hradecká | 4–6, 6–0, [10–4]   |
| 20 de agosto               | Texas Tennis Open Dallas, Estados Unidos WTA International US$ 220.000 – duro – 32S•16Q•16D         | Roberta Vinci                              | Jelena Janković                  | 7–5, 6–3           |
| 20 de agosto               | Texas Tennis Open Dallas, Estados Unidos WTA International US$ 220.000 – duro – 32S•16Q•16D         | Marina Erakovic Heather Watson             | Līga Dekmeijere Irina Falconi    | 6–3, 6–0           |
| 27 de agosto 3 de setembro | US Open Nova York, Estados Unidos Grand Slam US$ 12.377.008 – duro – 128S•128Q•64D•32DM             | Serena Williams                            | Victoria Azarenka                | 6–2, 2–6, 7–5      |
| 27 de agosto 3 de setembro | US Open Nova York, Estados Unidos Grand Slam US$ 12.377.008 – duro – 128S•128Q•64D•32DM             | Sara Errani Roberta Vinci                  | Andrea Hlaváčková Lucie Hradecká | 6–4, 6–2           |
| 27 de agosto 3 de setembro | US Open Nova York, Estados Unidos Grand Slam US$ 12.377.008 – duro – 128S•128Q•64D•32DM             | Ekaterina Makarova · Bruno Soares          | Květa Peschke Marcin Matkowski   | 86–7, 6–1, [12–10] |

#### Setembro
| Semana de      | Torneio | Campeã(s)                           | Vice-campeã(s)                     | Resultado          |
| -------------- | --- | ----------------------------------- | ---------------------------------- | ------------------ |
| 10 de setembro | Challenge Bell Quebec, Canadá WTA International US$ 220.000 – carpete (coberto) – 32S•32Q•16D                  | Kirsten Flipkens                    | Lucie Hradecká                     | 6–1, 7–5           |
| 10 de setembro | Challenge Bell Quebec, Canadá WTA International US$ 220.000 – carpete (coberto) – 32S•32Q•16D                  | Tatjana Malek · Kristina Mladenovic | Alicja Rosolska Heather Watson     | 7–65, 66–7, [10–7] |
| 10 de setembro | Tashkent Open Tashkent, Uzbequistão WTA International US$ 220.000 – duro – 32S•32Q•16D                         | Irina-Camelia Begu                  | Donna Vekić                        | 6–4, 6–4           |
| 10 de setembro | Tashkent Open Tashkent, Uzbequistão WTA International US$ 220.000 – duro – 32S•32Q•16D                         | Paula Kania · Polina Pekhova        | Anna Chakvetadze Vesna Dolonc      | 6–2, ab.           |
| 17 de setembro | GRC Bank Guangzhou International Women's Open Cantão, China WTA International US$ 220.000 – duro – 32S•32Q•16D | Hsieh Su-wei                        | Laura Robson                       | 6–3, 5–7, 6–4      |
| 17 de setembro | GRC Bank Guangzhou International Women's Open Cantão, China WTA International US$ 220.000 – duro – 32S•32Q•16D | Tamarine Tanasugarn Zhang Shuai     | Jarmila Gajdošová Monica Niculescu | 2–6, 6–2, [10–8]   |
| 17 de setembro | KDB Korea Open Seul, Coreia do Sul WTA International US$ 500.000 – duro – 32S•32Q•16D                          | Caroline Wozniacki                  | Kaia Kanepi                        | 6–1, 6–0           |
| 17 de setembro | KDB Korea Open Seul, Coreia do Sul WTA International US$ 500.000 – duro – 32S•32Q•16D                          | Raquel Kops-Jones Abigail Spears    | Akgul Amanmuradova Vania King      | 2–6, 6–2, [10–8]   |
| 24 de setembro | Toray Pan Pacific Open Tóquio, Japão WTA Premier 5 US$ 2.168.400 – duro – 56S•32Q•16D                          | Nadia Petrova                       | Agnieszka Radwańska                | 6–0, 1–6, 6–3      |
| 24 de setembro | Toray Pan Pacific Open Tóquio, Japão WTA Premier 5 US$ 2.168.400 – duro – 56S•32Q•16D                          | Raquel Kops-Jones Abigail Spears    | Anna-Lena Grönefeld Květa Peschke  | 6–1, 6–4           |

#### Outubro
| Semana de     | Torneio | Campeã(s)                                                                             | Vice-campeã(s)                                                                  | Resultado        |
| ------------- | --- | ------------------------------------------------------------------------------------- | ------------------------------------------------------------------------------- | ---------------- |
| 1º de outubro | China Open Pequim, China WTA Premier Mandatory US$ 4.828.050 – duro – 60S•32Q•28D                                                    | Victoria Azarenka                                                                     | Maria Sharapova                                                                 | 6–3, 6–1         |
| 1º de outubro | China Open Pequim, China WTA Premier Mandatory US$ 4.828.050 – duro – 60S•32Q•28D                                                    | Ekaterina Makarova Elena Vesnina                                                      | Nuria Llagostera Vives Sania Mirza                                              | 7–5, 7–5         |
| 8 de outubro  | Generali Ladies Linz Linz, Áustria WTA International US$ 220.000 – duro (coberto) – 32S•32Q•16D                                      | Victoria Azarenka                                                                     | Julia Görges                                                                    | 6–3, 6–4         |
| 8 de outubro  | Generali Ladies Linz Linz, Áustria WTA International US$ 220.000 – duro (coberto) – 32S•32Q•16D                                      | Anna-Lena Grönefeld Květa Peschke                                                     | Julia Görges Barbora Záhlavová-Strýcová                                         | 6–3, 6–4         |
| 8 de outubro  | HP Japan Women's Open Tennis Osaka, Japão WTA International US$ 220.000 – duro – 32S•32Q•16D                                         | Heather Watson                                                                        | Chang Kai-chen                                                                  | 7–5, 5–7, 7–64   |
| 8 de outubro  | HP Japan Women's Open Tennis Osaka, Japão WTA International US$ 220.000 – duro – 32S•32Q•16D                                         | Raquel Kops-Jones Abigail Spears                                                      | Kimiko Date-Krumm Heather Watson                                                | 6–1, 6–4         |
| 15 de outubro | Kremlin Cup Moscou, Rússia WTA Premier US$ 740.000 – duro (coberto) – 28S•32Q•16D                                                    | Caroline Wozniacki                                                                    | Samantha Stosur                                                                 | 6–2, 4–6, 7–5    |
| 15 de outubro | Kremlin Cup Moscou, Rússia WTA Premier US$ 740.000 – duro (coberto) – 28S•32Q•16D                                                    | Ekaterina Makarova Elena Vesnina                                                      | Maria Kirilenko Nadia Petrova                                                   | 6–3, 1–6, [10–8] |
| 15 de outubro | BGL BNP Paribas Luxembourg Open Luxemburgo, Luxemburgo WTA International US$ 220.000 – duro (coberto) – 32S•30Q•16D                  | Venus Williams                                                                        | Monica Niculescu                                                                | 6–2, 6–3         |
| 15 de outubro | BGL BNP Paribas Luxembourg Open Luxemburgo, Luxemburgo WTA International US$ 220.000 – duro (coberto) – 32S•30Q•16D                  | Andrea Hlaváčková Lucie Hradecká                                                      | Irina-Camelia Begu Monica Niculescu                                             | 6–3, 6–4         |
| 22 de outubro | TEB BNP Paribas WTA Championships Istambul, Turquia Torneio de fim de temporada US$ 4.850.000 – duro (coberto) – 8S•4D               | Serena Williams                                                                       | Maria Sharapova                                                                 | 6–4, 6–3         |
| 22 de outubro | TEB BNP Paribas WTA Championships Istambul, Turquia Torneio de fim de temporada US$ 4.850.000 – duro (coberto) – 8S•4D               | Maria Kirilenko Nadia Petrova                                                         | Andrea Hlaváčková Lucie Hradecká                                                | 6–1, 6–4         |
| 29 de outubro | Qatar Airways Tournament of Champions Sófia, Bulgária Competição de fim de temporada – suplementar US$ 742.500 – duro (coberto) – 8S | Nadia Petrova                                                                         | Caroline Wozniacki                                                              | 6–2, 6–1         |
| 29 de outubro | Fed Cup: final Praga, República Tcheca – duro (coberto) Competição de longa duração entre países – 8E                                | República Checa · Andrea Hlaváčková · Lucie Hradecká · Petra Kvitová · Lucie Šafářová | Sérvia · Ana Ivanović · Jelena Janković · Bojana Jovanovski · Aleksandra Krunić | 3–1              |

## Estatísticas
Esta seção apresenta os títulos conquistados em simples, duplas, duplas mistas e por equipes em diversas configurações: classificação por jogador e país – sem caráter oficial; e levantamento de debutantes e defensores dos troféus, baseados nas informações apresentadas na seção Mês a mês. Eventualmente, pode dispor de seções extras com outras variáveis.
Nas duas tabelas introdutórias, jogadores e países são classificados com base nas categorias de torneios disponíveis na temporada (que podem não aparecer em determinado ano ou trocarem de nome), de acordo com o apresentado no início do artigo, na infocaixa à direita.
Os critérios de desempate nessas tabelas são:
1. Total de títulos;
  1. Na subseção País, se uma dupla de tenistas que compartilha a conterraneidade vencer um torneio, sua nação computará apenas 1 ponto.
2. Total de títulos por categoria;
  1. A categoria à esquerda sempre vale mais que qualquer uma à direita, com os eventos do Grand Slam encabeçando a lista;
  2. A coluna Outros está situada à direita de todas, inclusive do somatório Simples/Duplas/Duplas Mistas, por sua natureza específica, mas obviamente seus números são somados à coluna Total;
  3. Outros geralmente inclui os torneios por equipes que ocorrem durante a temporada;
  4. Para a contabilização dos torneios por equipes, são considerados(as) apenas os(as) jogadores(as) que forem convocados(as) para:
    1. Torneio de longa duração: jogo final – se for isolado dos outros – ou fase final – se ela ocorrer em um curto período com várias equipes na mesma sede;
    2. Torneio de curta duração.
3. Modalidade;
  1. Simples (S) > Duplas (D) > Duplas mistas (DM);
4. Ordem alfabética pelo sobrenome do(a) tenista em Títulos por jogadora, ou nome do país em Títulos por país.

### Títulos por jogadora
| 12 | Sara Errani                 |   | 2 |   |   |   |   |   |   |   | 1 |   | 1 |   |   | 4 | 4 | 4 | 8 | 0 |   |
| 9  | Serena Williams             | 2 | 1 |   | 1 | 1 |   | 1 |   | 1 |   |   |   | 2 |   |   |   | 7 | 2 | 0 |   |
| 9  | Roberta Vinci               |   | 2 |   |   |   |   |   |   |   | 1 |   | 1 |   |   | 1 | 4 | 1 | 8 | 0 |   |
| 7  | Victoria Azarenka           | 1 |   |   |   |   | 1 |   |   | 2 |   | 1 |   | 1 |   | 1 |   | 6 | 0 | 1 |   |
| 6  | Lisa Raymond                |   |   | 1 |   |   |   |   |   |   | 1 |   | 1 |   | 3 |   |   | 0 | 5 | 1 |   |
| 5  | Nadia Petrova               |   |   |   |   |   |   | 1 | 1 |   | 1 | 1 |   |   |   | 1 |   | 3 | 2 | 0 |   |
| 5  | Liezel Huber                |   |   |   |   |   |   |   |   |   | 1 |   | 1 |   | 3 |   |   | 0 | 5 | 0 |   |
| 5  | Andrea Hlaváčková           |   |   |   |   |   |   |   |   |   |   |   | 1 |   |   |   | 3 | 0 | 4 | 0 | 1 |
| 5  | Lucie Hradecká              |   |   |   |   |   |   |   |   |   |   |   | 1 |   |   |   | 3 | 0 | 4 | 0 | 1 |
| 4  | Petra Kvitová               |   |   |   |   |   |   |   |   |   |   | 1 |   | 1 |   |   |   | 2 | 0 | 0 | 2 |
| 4  | Raquel Kops-Jones           |   |   |   |   |   |   |   |   |   |   |   | 1 |   | 1 |   | 2 | 0 | 4 | 0 |   |
| 4  | Abigail Spears              |   |   |   |   |   |   |   |   |   |   |   | 1 |   | 1 |   | 2 | 0 | 4 | 0 |   |
| 3  | Venus Williams              |   | 1 |   |   | 1 |   |   |   |   |   |   |   |   |   | 1 |   | 1 | 2 | 0 |   |
| 3  | Ekaterina Makarova          |   |   | 1 |   |   |   |   |   |   | 1 |   |   |   | 1 |   |   | 0 | 2 | 1 |   |
| 3  | Maria Sharapova             | 1 |   |   |   |   |   |   |   |   |   | 1 |   | 1 |   |   |   | 3 | 0 | 0 |   |
| 3  | Sania Mirza                 |   |   | 1 |   |   |   |   |   |   |   |   |   |   | 1 |   | 1 | 0 | 2 | 1 |   |
| 3  | Agnieszka Radwańska         |   |   |   |   |   |   |   |   | 1 |   |   |   | 2 |   |   |   | 3 | 0 | 0 |   |
| 3  | Heather Watson              |   |   |   |   |   |   |   |   |   |   |   |   |   | 1 | 1 | 1 | 1 | 2 | 0 |   |
| 3  | Hsieh Su-wei                |   |   |   |   |   |   |   |   |   |   |   |   |   |   | 2 | 1 | 2 | 1 | 0 |   |
| 2  | Bethanie Mattek-Sands       |   |   | 1 |   |   |   |   |   |   |   |   |   |   | 1 |   |   | 0 | 1 | 1 |   |
| 2  | Maria Kirilenko             |   |   |   |   |   |   |   | 1 |   | 1 |   |   |   |   |   |   | 0 | 2 | 0 |   |
| 2  | Elena Vesnina               |   |   |   |   |   |   |   |   |   | 1 |   |   |   | 1 |   |   | 0 | 2 | 0 |   |
| 2  | Klaudia Jans-Ignacik        |   |   |   |   |   |   |   |   |   |   |   | 1 |   |   |   | 1 | 0 | 2 | 0 |   |
| 2  | Kristina Mladenovic         |   |   |   |   |   |   |   |   |   |   |   | 1 |   |   |   | 1 | 0 | 2 | 0 |   |
| 2  | Nuria Llagostera Vives      |   |   |   |   |   |   |   |   |   |   |   |   |   | 2 |   |   | 0 | 2 | 0 |   |
| 2  | Marina Erakovic             |   |   |   |   |   |   |   |   |   |   |   |   |   | 1 |   | 1 | 0 | 2 | 0 |   |
| 2  | Kaia Kanepi                 |   |   |   |   |   |   |   |   |   |   |   |   | 1 |   | 1 |   | 2 | 0 | 0 |   |
| 2  | Angelique Kerber            |   |   |   |   |   |   |   |   |   |   |   |   | 1 |   | 1 |   | 2 | 0 | 0 |   |
| 2  | Caroline Wozniacki          |   |   |   |   |   |   |   |   |   |   |   |   | 1 |   | 1 |   | 2 | 0 | 0 |   |
| 2  | Květa Peschke               |   |   |   |   |   |   |   |   |   |   |   |   |   | 1 |   | 1 | 0 | 2 | 0 |   |
| 2  | Barbora Záhlavová-Strýcová  |   |   |   |   |   |   |   |   |   |   |   |   |   | 1 |   | 1 | 0 | 2 | 0 |   |
| 2  | Lucie Šafářová              |   |   |   |   |   |   |   |   |   |   |   |   |   | 1 |   |   | 0 | 1 | 0 | 1 |
| 2  | Tímea Babos                 |   |   |   |   |   |   |   |   |   |   |   |   |   |   | 1 | 1 | 1 | 1 | 0 |   |
| 2  | Irina-Camelia Begu          |   |   |   |   |   |   |   |   |   |   |   |   |   |   | 1 | 1 | 1 | 1 | 0 |   |
| 2  | Magdaléna Rybáriková        |   |   |   |   |   |   |   |   |   |   |   |   |   |   | 1 | 1 | 1 | 1 | 0 |   |
| 2  | Chang Kai-chen              |   |   |   |   |   |   |   |   |   |   |   |   |   |   |   | 2 | 0 | 2 | 0 |   |
| 2  | Chuang Chia-jung            |   |   |   |   |   |   |   |   |   |   |   |   |   |   |   | 2 | 0 | 2 | 0 |   |
| 2  | Alexandra Panova            |   |   |   |   |   |   |   |   |   |   |   |   |   |   |   | 2 | 0 | 2 | 0 |   |
| 2  | Zhang Shuai                 |   |   |   |   |   |   |   |   |   |   |   |   |   |   |   | 2 | 0 | 2 | 0 |   |
| 1  | Svetlana Kuznetsova         |   | 1 |   |   |   |   |   |   |   |   |   |   |   |   |   |   | 0 | 1 | 0 |   |
| 1  | Vera Zvonareva              |   | 1 |   |   |   |   |   |   |   |   |   |   |   |   |   |   | 0 | 1 | 0 |   |
| 1  | Li Na                       |   |   |   |   |   |   |   |   |   |   | 1 |   |   |   |   |   | 1 | 0 | 0 |   |
| 1  | Dominika Cibulková          |   |   |   |   |   |   |   |   |   |   |   |   | 1 |   |   |   | 1 | 0 | 0 |   |
| 1  | Tamira Paszek               |   |   |   |   |   |   |   |   |   |   |   |   | 1 |   |   |   | 1 | 0 | 0 |   |
| 1  | Iveta Benešová              |   |   |   |   |   |   |   |   |   |   |   |   |   | 1 |   |   | 0 | 1 | 0 |   |
| 1  | María José Martínez Sánchez |   |   |   |   |   |   |   |   |   |   |   |   |   | 1 |   |   | 0 | 1 | 0 |   |
| 1  | Arantxa Parra Santonja      |   |   |   |   |   |   |   |   |   |   |   |   |   | 1 |   |   | 0 | 1 | 0 |   |
| 1  | Anastasia Pavlyuchenkova    |   |   |   |   |   |   |   |   |   |   |   |   |   | 1 |   |   | 0 | 1 | 0 |   |
| 1  | Katarina Srebotnik          |   |   |   |   |   |   |   |   |   |   |   |   |   | 1 |   |   | 0 | 1 | 0 |   |
| 1  | Lara Arruabarrena-Vecino    |   |   |   |   |   |   |   |   |   |   |   |   |   |   | 1 |   | 1 | 0 | 0 |   |
| 1  | Sofia Arvidsson             |   |   |   |   |   |   |   |   |   |   |   |   |   |   | 1 |   | 1 | 0 | 0 |   |
| 1  | Mona Barthel                |   |   |   |   |   |   |   |   |   |   |   |   |   |   | 1 |   | 1 | 0 | 0 |   |
| 1  | Kiki Bertens                |   |   |   |   |   |   |   |   |   |   |   |   |   |   | 1 |   | 1 | 0 | 0 |   |
| 1  | Alizé Cornet                |   |   |   |   |   |   |   |   |   |   |   |   |   |   | 1 |   | 1 | 0 | 0 |   |
| 1  | Kirsten Flipkens            |   |   |   |   |   |   |   |   |   |   |   |   |   |   | 1 |   | 1 | 0 | 0 |   |
| 1  | Daniela Hantuchová          |   |   |   |   |   |   |   |   |   |   |   |   |   |   | 1 |   | 1 | 0 | 0 |   |
| 1  | Polona Hercog               |   |   |   |   |   |   |   |   |   |   |   |   |   |   | 1 |   | 1 | 0 | 0 |   |
| 1  | Bojana Jovanovski           |   |   |   |   |   |   |   |   |   |   |   |   |   |   | 1 |   | 1 | 0 | 0 |   |
| 1  | Melanie Oudin               |   |   |   |   |   |   |   |   |   |   |   |   |   |   | 1 |   | 1 | 0 | 0 |   |
| 1  | Francesca Schiavone         |   |   |   |   |   |   |   |   |   |   |   |   |   |   | 1 |   | 1 | 0 | 0 |   |
| 1  | Zheng Jie                   |   |   |   |   |   |   |   |   |   |   |   |   |   |   | 1 |   | 1 | 0 | 0 |   |
| 1  | Shuko Aoyama                |   |   |   |   |   |   |   |   |   |   |   |   |   |   |   | 1 | 0 | 1 | 0 |   |
| 1  | Eva Birnerová               |   |   |   |   |   |   |   |   |   |   |   |   |   |   |   | 1 | 0 | 1 | 0 |   |
| 1  | Irina Buryachok             |   |   |   |   |   |   |   |   |   |   |   |   |   |   |   | 1 | 0 | 1 | 0 |   |
| 1  | Catalina Castaño            |   |   |   |   |   |   |   |   |   |   |   |   |   |   |   | 1 | 0 | 1 | 0 |   |
| 1  | Petra Cetkovská             |   |   |   |   |   |   |   |   |   |   |   |   |   |   |   | 1 | 0 | 1 | 0 |   |
| 1  | Jill Craybas                |   |   |   |   |   |   |   |   |   |   |   |   |   |   |   | 1 | 0 | 1 | 0 |   |
| 1  | Kimiko Date-Krumm           |   |   |   |   |   |   |   |   |   |   |   |   |   |   |   | 1 | 0 | 1 | 0 |   |
| 1  | Mariana Duque-Mariño        |   |   |   |   |   |   |   |   |   |   |   |   |   |   |   | 1 | 0 | 1 | 0 |   |
| 1  | Rika Fujiwara               |   |   |   |   |   |   |   |   |   |   |   |   |   |   |   | 1 | 0 | 1 | 0 |   |
| 1  | Julia Görges                |   |   |   |   |   |   |   |   |   |   |   |   |   |   |   | 1 | 0 | 1 | 0 |   |
| 1  | Olga Govortsova             |   |   |   |   |   |   |   |   |   |   |   |   |   |   |   | 1 | 0 | 1 | 0 |   |
| 1  | Anna-Lena Grönefeld         |   |   |   |   |   |   |   |   |   |   |   |   |   |   |   | 1 | 0 | 1 | 0 |   |
| 1  | Janette Husárová            |   |   |   |   |   |   |   |   |   |   |   |   |   |   |   | 1 | 0 | 1 | 0 |   |
| 1  | Paula Kania                 |   |   |   |   |   |   |   |   |   |   |   |   |   |   |   | 1 | 0 | 1 | 0 |   |
| 1  | Tatjana Malek               |   |   |   |   |   |   |   |   |   |   |   |   |   |   |   | 1 | 0 | 1 | 0 |   |
| 1  | Monica Niculescu            |   |   |   |   |   |   |   |   |   |   |   |   |   |   |   | 1 | 0 | 1 | 0 |   |
| 1  | Polina Pekhova              |   |   |   |   |   |   |   |   |   |   |   |   |   |   |   | 1 | 0 | 1 | 0 |   |
| 1  | Anastasia Rodionova         |   |   |   |   |   |   |   |   |   |   |   |   |   |   |   | 1 | 0 | 1 | 0 |   |
| 1  | Valeria Solovieva           |   |   |   |   |   |   |   |   |   |   |   |   |   |   |   | 1 | 0 | 1 | 0 |   |
| 1  | Tamarine Tanasugarn         |   |   |   |   |   |   |   |   |   |   |   |   |   |   |   | 1 | 0 | 1 | 0 |   |
| 1  | Renata Voráčová             |   |   |   |   |   |   |   |   |   |   |   |   |   |   |   | 1 | 0 | 1 | 0 |   |

### Títulos por país
| 24 | Estados Unidos  | 2 | 1 | 2 | 1 | 1 |   | 1 |   | 1 | 1 |   | 2 | 2 | 5 | 2 | 3 | 9 | 13 | 2 |   |
| 16 | Rússia          | 1 | 1 | 1 |   |   |   | 1 | 1 |   | 2 | 2 |   | 1 | 2 | 1 | 3 | 6 | 9  | 1 |   |
| 15 | República Checa |   |   |   |   |   |   |   |   |   |   | 1 | 1 | 1 | 3 |   | 7 | 2 | 11 | 0 | 2 |
| 14 | Itália          |   | 2 |   |   |   |   |   |   |   | 1 |   | 1 |   |   | 6 | 4 | 6 | 8  | 0 |   |
| 9  | Bielorrússia    | 1 |   |   |   |   | 1 |   |   | 2 |   | 1 |   | 1 |   | 1 | 2 | 6 | 2  | 1 |   |
| 6  | Polónia         |   |   |   |   |   |   |   |   | 1 |   |   | 1 | 2 |   |   | 2 | 3 | 3  | 0 |   |
| 6  | Alemanha        |   |   |   |   |   |   |   |   |   |   |   |   | 1 |   | 2 | 3 | 3 | 3  | 0 |   |
| 6  | Taipé Chinesa   |   |   |   |   |   |   |   |   |   |   |   |   |   |   | 2 | 4 | 2 | 4  | 0 |   |
| 4  | China           |   |   |   |   |   |   |   |   |   |   | 1 |   |   |   | 1 | 2 | 2 | 2  | 0 |   |
| 4  | Eslováquia      |   |   |   |   |   |   |   |   |   |   |   |   | 1 |   | 2 | 1 | 3 | 1  | 0 |   |
| 3  | Índia           |   |   | 1 |   |   |   |   |   |   |   |   |   |   | 1 |   | 1 | 0 | 2  | 1 |   |
| 3  | França          |   |   |   |   |   |   |   |   |   |   |   | 1 |   |   | 1 | 1 | 1 | 2  | 0 |   |
| 3  | Espanha         |   |   |   |   |   |   |   |   |   |   |   |   |   | 2 | 1 |   | 1 | 2  | 0 |   |
| 3  | Grã-Bretanha    |   |   |   |   |   |   |   |   |   |   |   |   |   | 1 | 1 | 1 | 1 | 1  | 0 |   |
| 2  | Dinamarca       |   |   |   |   |   |   |   |   |   |   |   |   | 1 |   | 1 |   | 2 | 0  | 0 |   |
| 2  | Estónia         |   |   |   |   |   |   |   |   |   |   |   |   | 1 |   | 1 |   | 2 | 0  | 0 |   |
| 2  | Eslovénia       |   |   |   |   |   |   |   |   |   |   |   |   |   | 1 | 1 |   | 1 | 1  | 0 |   |
| 2  | Nova Zelândia   |   |   |   |   |   |   |   |   |   |   |   |   |   | 1 |   | 1 | 0 | 2  | 0 |   |
| 2  | Hungria         |   |   |   |   |   |   |   |   |   |   |   |   |   |   | 1 | 1 | 1 | 1  | 0 |   |
| 2  | Roménia         |   |   |   |   |   |   |   |   |   |   |   |   |   |   | 1 | 1 | 1 | 1  | 0 |   |
| 2  | Japão           |   |   |   |   |   |   |   |   |   |   |   |   |   |   |   | 2 | 0 | 2  | 0 |   |
| 1  | Áustria         |   |   |   |   |   |   |   |   |   |   |   |   | 1 |   |   |   | 1 | 0  | 0 |   |
| 1  | Bélgica         |   |   |   |   |   |   |   |   |   |   |   |   |   |   | 1 |   | 1 | 0  | 0 |   |
| 1  | Países Baixos   |   |   |   |   |   |   |   |   |   |   |   |   |   |   | 1 |   | 1 | 0  | 0 |   |
| 1  | Sérvia          |   |   |   |   |   |   |   |   |   |   |   |   |   |   | 1 |   | 1 | 0  | 0 |   |
| 1  | Suécia          |   |   |   |   |   |   |   |   |   |   |   |   |   |   | 1 |   | 1 | 0  | 0 |   |
| 1  | Austrália       |   |   |   |   |   |   |   |   |   |   |   |   |   |   |   | 1 | 0 | 1  | 0 |   |
| 1  | Colômbia        |   |   |   |   |   |   |   |   |   |   |   |   |   |   |   | 1 | 0 | 1  | 0 |   |
| 1  | Tailândia       |   |   |   |   |   |   |   |   |   |   |   |   |   |   |   | 1 | 0 | 1  | 0 |   |
| 1  | Ucrânia         |   |   |   |   |   |   |   |   |   |   |   |   |   |   |   | 1 | 0 | 1  | 0 |   |

### Informações sobre os títulos

#### Debutantes
Jogadoras e/ou equipes que foram campeãs pela primeira vez nas respectivas modalidades:
Simples
- Lara Arruabarrena-Vecino – Bogotá
- Tímea Babos – Monterrey
- Mona Barthel – Hobart
- Kiki Bertens – Fez
- Irina-Camelia Begu – Tashkent
- Bojana Jovanovski – Baku
- Angelique Kerber – Paris
- Heather Watson – Osaka

Duplas
- Shuko Aoyama – Washington
- Tímea Babos – Birmingham
- Irina-Camelia Begu – Hobart
- Irina Buryachok – Baku
- Catalina Castaño – Bastad
- Mariana Duque Mariño – Bastad
- Rika Fujiwara – Copenhague
- Paula Kania – Tashkent
- Tatjana Malek – Quebec
- Kristina Mladenovic – Montreal
- Polina Pekhova – Tashkent
- Magdaléna Rybáriková – Budapeste
- Lucie Šafářová – Charleston
- Valeria Solovieva – Baku
- Heather Watson – Stanford

Duplas mistas
- Bethanie Mattek-Sands – Australian Open
- Ekaterina Makarova – US Open

#### Defensoras
Jogadoras e/ou equipes que foram campeãs na edição anterior e repetiram o feito na atual temporada nos respectivos torneios e modalidades:
Simples
- Daniela Hantuchová – Pattaya
- Polona Hercog – Bastad
- Maria Sharapova – Roma
- Serena Williams – Stanford

Duplas
- Liezel Huber – Dubai
- Serena Williams – Jogos Olímpicos
- Venus Williams – Jogos Olímpicos

Equipes
- República Checa – Fed Cup

### Prêmios em dinheiro
Em 5 de novembro de 2012.
| #  | Jogadora            | Simples       | Duplas      | Mistas    | Bônus         | Total         |
| -- | ------------------- | ------------- | ----------- | --------- | ------------- | ------------- |
| 1  | Victoria Azarenka   | US$ 7.312.651 | US$ 7.130   | US$ 4.139 | US$ 600.000   | US$ 7.923.920 |
| 2  | Serena Williams     | US$ 6.828.831 | US$ 214.725 | US$ 2.419 | US$ 0         | US$ 7.045.975 |
| 3  | Maria Sharapova     | US$ 6.308.296 | US$ 0       | US$ 0     | US$ 200.000   | US$ 6.508.296 |
| 4  | Agnieszka Radwańska | US$ 3.803.819 | US$ 47.723  | US$ 0     | US$ 250.000   | US$ 4.101.542 |
| 5  | Sara Errani         | US$ 2.181.948 | US$ 926.618 | US$ 2.070 | US$ 0         | US$ 3.110.636 |
| 6  | Petra Kvitová       | US$ 2.127.402 | US$ 5.473   | US$ 0     | US$ 600.000   | US$ 2.732.875 |
| 7  | Caroline Wozniacki  | US$ 1.408.240 | US$ 430     | US$ 0     | US$ 1.000.000 | US$ 2.408.670 |
| 8  | Li Na               | US$ 1.880.646 | US$ 0       | US$ 0     | US$ 400.000   | US$ 2.280.646 |
| 9  | Angelique Kerber    | US$ 1.938.436 | US$ 31.856  | US$ 2.070 | US$ 0         | US$ 1.972.362 |
| 10 | Samantha Stosur     | US$ 1.490.602 | US$ 45.582  | US$ 0     | US$ 400.000   | US$ 1.936.184 |

### Aspectos de jogo
Ao final da temporada. Apenas jogos de simples em chaves principais.
| Aces | Aces            | Aces | Aces  |
| #    | Jogadora        | Aces | Jogos |
| ---- | --------------- | ---- | ----- |
| 1    | Serena Williams | 484  | 58    |
| 2    | Nadia Petrova   | 363  | 57    |
| 3    | Julia Görges    | 263  | 61    |
| 4    | Maria Sharapova | 244  | 70    |
| 5    | Samantha Stosur | 237  | 64    |
| 6    | Lucie Hradecká  | 227  | 35    |
| 7    | Mona Barthel    | 220  | 72    |
| 8    | Roberta Vinci   | 218  | 72    |
| 9    | Petra Kvitová   | 207  | 57    |
| 10   | Sorana Cîrstea  | 190  | 57    |

| Aproveitamento de primeiro serviço | Aproveitamento de primeiro serviço | Aproveitamento de primeiro serviço | Aproveitamento de primeiro serviço |
| #                                  | Jogadora                           | %                                  | Jogos                              |
| ---------------------------------- | ---------------------------------- | ---------------------------------- | ---------------------------------- |
| 1                                  | Sara Errani                        | 76,3                               | 72                                 |
| 2                                  | Andrea Petkovic                    | 72,5                               | 22                                 |
| 3                                  | Arantxa Rus                        | 70,6                               | 25                                 |
| 4                                  | Sofia Arvidsson                    | 69,0                               | 47                                 |
| 5                                  | Zheng Jie                          | 68,4                               | 49                                 |
| 6                                  | Li Na                              | 67,9                               | 59                                 |
| 7                                  | Agnieszka Radwańska                | 67,9                               | 78                                 |
| 8                                  | Victoria Azarenka                  | 67,7                               | 78                                 |
| 9                                  | Patricia Mayr-Achleitner           | 67,5                               | 21                                 |
| 10                                 | Irina-Camelia Begu                 | 66,7                               | 41                                 |

| Pontos de primeiro serviço conquistados | Pontos de primeiro serviço conquistados | Pontos de primeiro serviço conquistados | Pontos de primeiro serviço conquistados |
| #                                       | Jogadora                                | %                                       | Jogos                                   |
| --------------------------------------- | --------------------------------------- | --------------------------------------- | --------------------------------------- |
| 1                                       | Serena Williams                         | 77,8                                    | 58                                      |
| 2                                       | Lucie Hradecká                          | 73,1                                    | 35                                      |
| 3                                       | Nadia Petrova                           | 71,5                                    | 57                                      |
| 4                                       | Kim Clijsters                           | 70,3                                    | 26                                      |
| 5                                       | Venus Williams                          | 69,6                                    | 33                                      |
| 6                                       | Mona Barthel                            | 69,2                                    | 52                                      |
| 7                                       | Kaia Kanepi                             | 69,1                                    | 34                                      |
| 8                                       | Andrea Hlaváčková                       | 69,0                                    | 22                                      |
| 9                                       | Ana Ivanović                            | 68,9                                    | 54                                      |
| 10                                      | Laura Robson                            | 68,7                                    | 31                                      |

| Pontos de segundo serviço conquistados | Pontos de segundo serviço conquistados | Pontos de segundo serviço conquistados | Pontos de segundo serviço conquistados |
| #                                      | Jogadora                               | %                                      | Jogos                                  |
| -------------------------------------- | -------------------------------------- | -------------------------------------- | -------------------------------------- |
| 1                                      | Serena Williams                        | 54,0                                   | 58                                     |
| 2                                      | Caroline Wozniacki                     | 50,7                                   | 71                                     |
| 3                                      | Li Na                                  | 50,4                                   | 59                                     |
| 4                                      | Ekaterina Makarova                     | 50,2                                   | 45                                     |
| 5                                      | Svetlana Kuznetsova                    | 49,9                                   | 25                                     |
| 6                                      | Misaki Doi                             | 49,7                                   | 25                                     |
| 7                                      | Samantha Stosur                        | 49,6                                   | 64                                     |
| 8                                      | Varvara Lepchenko                      | 49,4                                   | 45                                     |
| 9                                      | Petra Kvitová                          | 49,2                                   | 57                                     |
| 10                                     | Galina Voskoboeva                      | 48,8                                   | 33                                     |

| Pontos de devolução no 1º serviço conquistados | Pontos de devolução no 1º serviço conquistados | Pontos de devolução no 1º serviço conquistados | Pontos de devolução no 1º serviço conquistados |
| #                                              | Jogadora                                       | %                                              | Jogos                                          |
| ---------------------------------------------- | ---------------------------------------------- | ---------------------------------------------- | ---------------------------------------------- |
| 1                                              | Sara Errani                                    | 44,7                                           | 72                                             |
| 2                                              | Alizé Cornet                                   | 44,1                                           | 42                                             |
| 3                                              | Flavia Pennetta                                | 42,7                                           | 35                                             |
| 4                                              | Klára Zakopalová                               | 42,4                                           | 44                                             |
| 5                                              | Serena Williams                                | 42,4                                           | 58                                             |
| 6                                              | Victoria Azarenka                              | 42,0                                           | 78                                             |
| 7                                              | Agnieszka Radwańska                            | 41,4                                           | 78                                             |
| 8                                              | Maria Sharapova                                | 41,4                                           | 70                                             |
| 9                                              | Dominika Cibulková                             | 40,9                                           | 59                                             |
| 10                                             | Kaia Kanepi                                    | 40,8                                           | 34                                             |

| Pontos de devolução no 2º serviço conquistados | Pontos de devolução no 2º serviço conquistados | Pontos de devolução no 2º serviço conquistados | Pontos de devolução no 2º serviço conquistados |
| #                                              | Jogadora                                       | %                                              | Jogos                                          |
| ---------------------------------------------- | ---------------------------------------------- | ---------------------------------------------- | ---------------------------------------------- |
| 1                                              | Victoria Azarenka                              | 63,8                                           | 78                                             |
| 2                                              | Maria Sharapova                                | 60,1                                           | 70                                             |
| 3                                              | Flavia Pennetta                                | 59,9                                           | 35                                             |
| 4                                              | Agnieszka Radwańska                            | 59,9                                           | 78                                             |
| 5                                              | Serena Williams                                | 59,8                                           | 58                                             |
| 6                                              | Mathilde Johansson                             | 59,7                                           | 27                                             |
| 7                                              | Sara Errani                                    | 59,3                                           | 72                                             |
| 8                                              | Svetlana Kuznetsova                            | 59,1                                           | 25                                             |
| 9                                              | Carla Suárez Navarro                           | 58,9                                           | 47                                             |
| 10                                             | Li Na                                          | 58,6                                           | 59                                             |

| Games de serviço conquistados | Games de serviço conquistados | Games de serviço conquistados | Games de serviço conquistados |
| #                             | Jogadora                      | %                             | Jogos                         |
| ----------------------------- | ----------------------------- | ----------------------------- | ----------------------------- |
| 1                             | Serena Williams               | 87,5                          | 58                            |
| 2                             | Kim Clijsters                 | 78,8                          | 26                            |
| 3                             | Petra Kvitová                 | 75,3                          | 57                            |
| 4                             | Maria Sharapova               | 75,2                          | 70                            |
| 5                             | Victoria Azarenka             | 75,0                          | 78                            |
| 6                             | Samantha Stosur               | 74,9                          | 64                            |
| 7                             | Nadia Petrova                 | 74,5                          | 57                            |
| 8                             | Lucie Hradecká                | 73,1                          | 35                            |
| 9                             | Andrea Hlaváčková             | 73,0                          | 22                            |
| 10                            | Lucie Šafářová                | 72,5                          | 48                            |

| Games de devolução conquistados | Games de devolução conquistados | Games de devolução conquistados | Games de devolução conquistados |
| #                               | Jogadora                        | %                               | Jogos                           |
| ------------------------------- | ------------------------------- | ------------------------------- | ------------------------------- |
| 1                               | Victoria Azarenka               | 52,5                            | 78                              |
| 2                               | Sara Errani                     | 51,2                            | 72                              |
| 3                               | Flavia Pennetta                 | 48,0                            | 35                              |
| 4                               | Agnieszka Radwańska             | 47,0                            | 78                              |
| 5                               | Maria Sharapova                 | 47,0                            | 70                              |
| 6                               | Serena Williams                 | 46,8                            | 58                              |
| 7                               | Mathilde Johansson              | 45,0                            | 27                              |
| 8                               | Klára Zakopalová                | 44,5                            | 44                              |
| 9                               | Dominika Cibulková              | 44,5                            | 59                              |
| 10                              | Alizé Cornet                    | 43,9                            | 42                              |

| Break points salvos | Break points salvos | Break points salvos | Break points salvos |
| #                   | Jogadora            | %                   | Jogos               |
| ------------------- | ------------------- | ------------------- | ------------------- |
| 1                   | Serena Williams     | 67,8                | 58                  |
| 2                   | Kim Clijsters       | 64,7                | 26                  |
| 3                   | Andrea Hlaváčková   | 63,5                | 22                  |
| 4                   | Maria Sharapova     | 61,5                | 70                  |
| 5                   | Lucie Šafářová      | 61,3                | 48                  |
| 6                   | Samantha Stosur     | 60,4                | 64                  |
| 7                   | Varvara Lepchenko   | 59,7                | 45                  |
| 8                   | Li Na               | 59,6                | 59                  |
| 9                   | Victoria Azarenka   | 59,4                | 78                  |
| 10                  | Angelique Kerber    | 59,2                | 79                  |

| Break points convertidos | Break points convertidos | Break points convertidos | Break points convertidos |
| #                        | Jogadora                 | %                        | Jogos                    |
| ------------------------ | ------------------------ | ------------------------ | ------------------------ |
| 1                        | Sara Errani              | 54,3                     | 72                       |
| 2                        | Agnieszka Radwańska      | 54,2                     | 78                       |
| 3                        | Victoria Azarenka        | 53,5                     | 78                       |
| 4                        | Arantxa Rus              | 51,7                     | 25                       |
| 5                        | Casey Dellacqua          | 51,4                     | 23                       |
| 6                        | Dominika Cibulková       | 51,3                     | 59                       |
| 7                        | Kiki Bertens             | 50,9                     | 23                       |
| 8                        | Kaia Kanepi              | 50,7                     | 34                       |
| 9                        | Nina Bratchikova         | 50,6                     | 22                       |
| 10                       | Magdaléna Rybáriková     | 50,5                     | 29                       |

### Vitórias
Ao final da temporada. Chaves principais em simples.
| Em todos os pisos | Em todos os pisos   | Em todos os pisos | Em todos os pisos |
| #                 | Jogadora            | Vitórias          | Derrotas          |
| ----------------- | ------------------- | ----------------- | ----------------- |
| 1                 | Victoria Azarenka   | 69                | 10                |
| 2                 | Maria Sharapova     | 60                | 11                |
| 2                 | Angelique Kerber    | 60                | 22                |
| 4                 | Agnieszka Radwańska | 59                | 19                |
| 5                 | Serena Williams     | 58                | 4                 |
| 6                 | Sara Errani         | 55                | 22                |
| 7                 | Caroline Wozniacki  | 50                | 21                |
| 8                 | Petra Kvitová       | 46                | 17                |
| 9                 | Samantha Stosur     | 44                | 24                |
| 9                 | Roberta Vinci       | 44                | 28                |

| No piso duro | No piso duro        | No piso duro | No piso duro |
| #            | Jogadora            | Vitórias     | Derrotas     |
| ------------ | ------------------- | ------------ | ------------ |
| 1            | Victoria Azarenka   | 47           | 5            |
| 2            | Caroline Wozniacki  | 42           | 14           |
| 3            | Agnieszka Radwańska | 41           | 12           |
| 4            | Angelique Kerber    | 35           | 14           |
| 5            | Maria Sharapova     | 34           | 8            |
| 5            | Marion Bartoli      | 34           | 17           |
| 7            | Li Na               | 30           | 11           |
| 8            | Petra Kvitová       | 29           | 10           |
| 9            | Serena Williams     | 28           | 3            |
| 10           | Roberta Vinci       | 27           | 15           |

| No saibro | No saibro               | No saibro | No saibro |
| #         | Jogadora                | Vitórias  | Derrotas  |
| --------- | ----------------------- | --------- | --------- |
| 1         | Sara Errani             | 29        | 4         |
| 2         | Maria Sharapova         | 18        | 1         |
| 2         | Samantha Stosur         | 18        | 5         |
| 4         | Serena Williams         | 17        | 1         |
| 5         | Dominika Cibulková      | 14        | 6         |
| 6         | Angelique Kerber        | 13        | 5         |
| 6         | Carla Suárez Navarro    | 13        | 7         |
| 6         | Anabel Medina Garrigues | 13        | 9         |
| 9         | Victoria Azarenka       | 12        | 3         |
| 9         | Kaia Kanepi             | 12        | 3         |
| 9         | Agnieszka Radwańska     | 12        | 4         |

| Na grama | Na grama          | Na grama | Na grama |
| #        | Jogadora          | Vitórias | Derrotas |
| -------- | ----------------- | -------- | -------- |
| 1        | Serena Williams   | 13       | 0        |
| 2        | Angelique Kerber  | 12       | 3        |
| 2        | Victoria Azarenka | 10       | 2        |
| 4        | Kim Clijsters     | 9        | 2        |
| 4        | Nadia Petrova     | 9        | 2        |
| 4        | Tamira Paszek     | 9        | 3        |
| 4        | Maria Sharapova   | 8        | 2        |
| 4        | Maria Kirilenko   | 8        | 4        |
| 4        | Petra Kvitová     | 7        | 3        |
| 4        | Roberta Vinci     | 7        | 4        |

| Contra oponentes do Top 10 | Contra oponentes do Top 10 | Contra oponentes do Top 10 | Contra oponentes do Top 10 |
| #                          | Jogadora                   | Vitórias                   | Derrotas                   |
| -------------------------- | -------------------------- | -------------------------- | -------------------------- |
| 1                          | Victoria Azarenka          | 19                         | 8                          |
| 2                          | Serena Williams            | 18                         | 2                          |
| 3                          | Maria Sharapova            | 14                         | 9                          |
| 4                          | Agnieszka Radwańska        | 9                          | 11                         |
| 5                          | Angelique Kerber           | 8                          | 15                         |
| 5                          | Li Na                      | 7                          | 9                          |
| 5                          | Venus Williams             | 5                          | 7                          |
| 8                          | Sara Errani                | 5                          | 9                          |
| 8                          | Tamira Paszek              | 4                          | 3                          |
| 8                          | Nadia Petrova              | 4                          | 5                          |
| 8                          | Julia Görges               | 4                          | 8                          |

## Rankings
Estes são os rankings das 20 melhores jogadoras em simples e duplas. As corridas exibem a classificação ao WTA Championships, com pontos computados desde o início da temporada até o último torneio regular, antes do principal evento de Fim de temporada. Os rankings finais contemplam toda a temporada; são os da primeira segunda-feira após o último torneio informado nesta página.

### Simples
| Corrida final de simples (22 de outubro de 2012) | Corrida final de simples (22 de outubro de 2012) | Corrida final de simples (22 de outubro de 2012) | Corrida final de simples (22 de outubro de 2012) |
| Pos.                                             | Jogadora                                         | Pontos                                           | Torneios                                         |
| ------------------------------------------------ | ------------------------------------------------ | ------------------------------------------------ | ------------------------------------------------ |
| 1ª                                               | Victoria Azarenka                                | 10.190                                           | 19(18)                                           |
| 2ª                                               | Maria Sharapova                                  | 9.115                                            | 17(14)                                           |
| 3ª                                               | Serena Williams                                  | 7.900                                            | 14(12)                                           |
| 4ª                                               | Agnieszka Radwańska                              | 7.095                                            | 23                                               |
| 5ª                                               | Angelique Kerber                                 | 5.470                                            | 21                                               |
| 6ª                                               | Petra Kvitová                                    | 5.215                                            | 20(18)                                           |
| 7ª                                               | Sara Errani                                      | 4.855                                            | 23                                               |
| 8ª                                               | Li Na                                            | 4.726                                            | 18(17)                                           |
| 9ª                                               | Samantha Stosur                                  | 4.120                                            | 22                                               |
| 10ª                                              | Marion Bartoli                                   | 3.740                                            | 27                                               |
| 11ª                                              | Caroline Wozniacki                               | 3.685                                            | 22                                               |
| 12ª                                              | Ana Ivanović                                     | 2.900                                            | 20(19)                                           |
| 13ª                                              | Nadia Petrova                                    | 2.725                                            | 22                                               |
| 14ª                                              | Dominika Cibulková                               | 2.495                                            | 27                                               |
| 15ª                                              | Maria Kirilenko                                  | 2.463                                            | 21                                               |
| 16ª                                              | Roberta Vinci                                    | 2.400                                            | 28                                               |
| 17ª                                              | Lucie Šafářová                                   | 2.125                                            | 24                                               |
| 18ª                                              | Julia Görges                                     | 1.965                                            | 26                                               |
| 19ª                                              | Kaia Kanepi                                      | 1.929                                            | 16                                               |
| 20ª                                              | Ekaterina Makarova                               | 1.841                                            | 19                                               |

| Ranking final de simples (5 de novembro de 2012) | Ranking final de simples (5 de novembro de 2012) | Ranking final de simples (5 de novembro de 2012) | Ranking final de simples (5 de novembro de 2012) | Ranking final de simples (5 de novembro de 2012) | Ranking final de simples (5 de novembro de 2012) | Ranking final de simples (5 de novembro de 2012) | Ranking final de simples (5 de novembro de 2012) | Ranking final de simples (5 de novembro de 2012) |
| Pos.                                             | Jogadora                                         | Idade                                            | Pontos                                           | Torneios                                         | Pos. '11                                         | Maior                                            | Menor                                            | Variação                                         |
| ------------------------------------------------ | ------------------------------------------------ | ------------------------------------------------ | ------------------------------------------------ | ------------------------------------------------ | ------------------------------------------------ | ------------------------------------------------ | ------------------------------------------------ | ------------------------------------------------ |
| 1ª                                               | Victoria Azarenka                                | 23                                               | 10.595                                           | 18                                               | 3ª                                               | 1ª                                               | 3ª                                               | 2                                                |
| 2ª                                               | Maria Sharapova                                  | 25                                               | 10.045                                           | 17                                               | 4ª                                               | 1ª                                               | 4ª                                               | 2                                                |
| 3ª                                               | Serena Williams                                  | 31                                               | 9.400                                            | 15                                               | 12ª                                              | 3ª                                               | 13ª                                              | 9                                                |
| 4ª                                               | Agnieszka Radwańska                              | 23                                               | 7.425                                            | 22                                               | 8ª                                               | 2ª                                               | 8ª                                               | 4                                                |
| 5ª                                               | Angelique Kerber                                 | 24                                               | 5.550                                            | 21                                               | 32ª                                              | 5ª                                               | 32ª                                              | 27                                               |
| 6ª                                               | Sara Errani                                      | 25                                               | 5.100                                            | 23                                               | 45ª                                              | 6ª                                               | 48ª                                              | 39                                               |
| 7ª                                               | Li Na                                            | 30                                               | 5.095                                            | 18                                               | 5ª                                               | 5ª                                               | 11ª                                              | 2                                                |
| 8ª                                               | Petra Kvitová                                    | 22                                               | 5.085                                            | 20                                               | 2ª                                               | 2ª                                               | 8ª                                               | 6                                                |
| 9ª                                               | Samantha Stosur                                  | 28                                               | 4.135                                            | 23                                               | 6ª                                               | 5ª                                               | 9ª                                               | 3                                                |
| 10ª                                              | Caroline Wozniacki                               | 22                                               | 3.765                                            | 23                                               | 1ª                                               | 1ª                                               | 11ª                                              | 9                                                |
| 11ª                                              | Marion Bartoli                                   | 28                                               | 3.740                                            | 25                                               | 9ª                                               | 7ª                                               | 11ª                                              | 2                                                |
| 12ª                                              | Nadia Petrova                                    | 30                                               | 3.040                                            | 22                                               | 29ª                                              | 12ª                                              | 35ª                                              | 17                                               |
| 13ª                                              | Ana Ivanović                                     | 24                                               | 2.900                                            | 19                                               | 22ª                                              | 12ª                                              | 22ª                                              | 9                                                |
| 14ª                                              | Maria Kirilenko                                  | 25                                               | 2.540                                            | 22                                               | 28ª                                              | 12ª                                              | 29ª                                              | 14                                               |
| 15ª                                              | Dominika Cibulková                               | 23                                               | 2.495                                            | 27                                               | 18ª                                              | 12ª                                              | 18ª                                              | 3                                                |
| 16ª                                              | Roberta Vinci                                    | 29                                               | 2.475                                            | 28                                               | 23ª                                              | 15ª                                              | 28ª                                              | 7                                                |
| 17ª                                              | Lucie Šafářová                                   | 25                                               | 2.125                                            | 24                                               | 25ª                                              | 17ª                                              | 28ª                                              | 8                                                |
| 18ª                                              | Julia Görges                                     | 25                                               | 1.965                                            | 26                                               | 21ª                                              | 15ª                                              | 29ª                                              | 3                                                |
| 19ª                                              | Kaia Kanepi                                      | 27                                               | 1.929                                            | 16                                               | 34ª                                              | 15ª                                              | 34ª                                              | 15                                               |
| 20ª                                              | Ekaterina Makarova                               | 24                                               | 1.841                                            | 19                                               | 52ª                                              | 20ª                                              | 56ª                                              | 32                                               |

#### Número 1 do mundo
| Jogadora           | Ganhou o posto | Perdeu o posto |
| ------------------ | -------------- | -------------- |
| Caroline Wozniacki | antes de 2012  | 29/01/2012     |
| Victoria Azarenka  | 30/01/2012     | 10/06/2012     |
| Maria Sharapova    | 11/06/2012     | 08/07/2012     |
| Victoria Azarenka  | 09/07/2012     | depois de 2012 |

### Duplas
| Corrida final de duplas (22 de outubro de 2012) | Corrida final de duplas (22 de outubro de 2012)    | Corrida final de duplas (22 de outubro de 2012) | Corrida final de duplas (22 de outubro de 2012) |
| Pos.                                            | Dupla                                              | Pontos                                          | Torneios                                        |
| ----------------------------------------------- | -------------------------------------------------- | ----------------------------------------------- | ----------------------------------------------- |
| 1ª                                              | Sara Errani Roberta Vinci                          | 10.097                                          | 15                                              |
| 2ª                                              | Andrea Hlaváčková Lucie Hradecká                   | 7.380                                           | 14                                              |
| 3ª                                              | Liezel Huber Lisa Raymond                          | 7.036                                           | 19                                              |
| 4ª                                              | Maria Kirilenko Nadia Petrova                      | 5.325                                           | 12                                              |
| 5ª                                              | Raquel Kops-Jones Abigail Spears                   | 5.173                                           | 25                                              |
| 6ª                                              | Ekaterina Makarova Elena Vesnina                   | 4.071                                           | 8                                               |
| 7ª                                              | Nuria Llagostera Vives María José Martínez Sánchez | 3.737                                           | 9                                               |
| 8ª                                              | Natalie Grandin Vladimíra Uhlířová                 | 2.576                                           | 31                                              |
| 9ª                                              | Serena Williams Venus Williams                     | 2.280                                           | 2                                               |
| 10ª                                             | Květa Peschke Katarina Srebotnik                   | 2.197                                           | 12                                              |

| Ranking final de duplas (5 de novembro de 2012) | Ranking final de duplas (5 de novembro de 2012) | Ranking final de duplas (5 de novembro de 2012) | Ranking final de duplas (5 de novembro de 2012) | Ranking final de duplas (5 de novembro de 2012) | Ranking final de duplas (5 de novembro de 2012) | Ranking final de duplas (5 de novembro de 2012) |
| Pos.                                            | Jogadora                                        | Idade                                           | Pontos                                          | Torneios                                        | Pos. '11                                        | Variação                                        |
| ----------------------------------------------- | ----------------------------------------------- | ----------------------------------------------- | ----------------------------------------------- | ----------------------------------------------- | ----------------------------------------------- | ----------------------------------------------- |
| 1ª                                              | Roberta Vinci                                   | 29                                              | 10.030                                          | 18                                              | 26ª                                             | 25                                              |
| 2ª                                              | Sara Errani                                     | 25                                              | 10.030                                          | 16                                              | 27ª                                             | 25                                              |
| 3ª                                              | Andrea Hlaváčková                               | 26                                              | 8.160                                           | 17                                              | 14ª                                             | 11                                              |
| 4ª                                              | Lucie Hradecká                                  | 27                                              | 8.160                                           | 16                                              | 15ª                                             | 11                                              |
| 5ª                                              | Nadia Petrova                                   | 30                                              | 7.065                                           | 17                                              | 13ª                                             | 8                                               |
| 6ª                                              | Lisa Raymond                                    | 39                                              | 6.585                                           | 22                                              | 4ª                                              | 2                                               |
| 7ª                                              | Maria Kirilenko                                 | 25                                              | 6.550                                           | 14                                              | 7ª                                              | Estável                                         |
| 8ª                                              | Liezel Huber                                    | 36                                              | 6.510                                           | 20                                              | 1ª                                              | 7                                               |
| 9ª                                              | Elena Vesnina                                   | 26                                              | 6.120                                           | 17                                              | 10ª                                             | 1                                               |
| 10ª                                             | Nuria Llagostera Vives                          | 32                                              | 5.540                                           | 21                                              | 32ª                                             | 22                                              |
| 11ª                                             | Ekaterina Makarova                              | 24                                              | 5.170                                           | 14                                              | 57ª                                             | 46                                              |
| 12ª                                             | Sania Mirza                                     | 25                                              | 4.415                                           | 25                                              | 11ª                                             | 1                                               |
| 13ª                                             | Raquel Kops-Jones                               | 29                                              | 4.300                                           | 25                                              | 37ª                                             | 24                                              |
| 14ª                                             | Abigail Spears                                  | 31                                              | 4.300                                           | 26                                              | 36ª                                             | 22                                              |
| 15ª                                             | María José Martínez Sánchez                     | 30                                              | 4.136                                           | 13                                              | 21ª                                             | 6                                               |
| 16ª                                             | Katarina Srebotnik                              | 31                                              | 3.935                                           | 19                                              | 2ª                                              | 14                                              |
| 17ª                                             | Květa Peschke                                   | 37                                              | 3.590                                           | 21                                              | 2ª                                              | 15                                              |
| 18ª                                             | Anna-Lena Grönefeld                             | 27                                              | 3.165                                           | 20                                              | 53ª                                             | 35                                              |
| 19ª                                             | Zheng Jie                                       | 29                                              | 3.120                                           | 18                                              | 19ª                                             | 1                                               |
| 20ª                                             | Barbora Záhlavová-Strýcová                      | 26                                              | 2.925                                           | 23                                              | 22ª                                             | 2                                               |

#### Número 1 do mundo
| Jogadora                  | Ganhou o posto | Perdeu o posto |
| ------------------------- | -------------- | -------------- |
| Liezel Huber              | antes de 2012  | 22/04/2012     |
| Liezel Huber Lisa Raymond | 23/04/2012     | 09/09/2012     |
| Sara Errani               | 10/09/2012     | 14/10/2012     |
| Roberta Vinci             | 15/10/2012     | depois de 2012 |

## Distribuição de pontos
A distribuição de pontos para a temporada de 2012 foi definida:
| Categoria                      | T      | F      | SF              | QF                                                | R16                                               | R32                                               | R64                                               | R128                                              | Q                                                 | Q3                                                | Q2                                                | Q1                                                |
| ------------------------------ | ------ | ------ | --------------- | ------------------------------------------------- | ------------------------------------------------- | ------------------------------------------------- | ------------------------------------------------- | ------------------------------------------------- | ------------------------------------------------- | ------------------------------------------------- | ------------------------------------------------- | ------------------------------------------------- |
| Grand Slam (S)                 | 2000   | 1400   | 900             | 500                                               | 280                                               | 160                                               | 100                                               | 5                                                 | 60                                                | 50                                                | 40                                                | 2                                                 |
| Grand Slam (D)                 | 2000   | 1400   | 900             | 500                                               | 280                                               | 160                                               | 5                                                 | –                                                 | 48†                                               | –                                                 | –                                                 | –                                                 |
| WTA Championships (S)          | 810+FG | 360+FG | FG              | Round robin (FG): 160 por vitória + 70 por jogo   | Round robin (FG): 160 por vitória + 70 por jogo   | Round robin (FG): 160 por vitória + 70 por jogo   | Round robin (FG): 160 por vitória + 70 por jogo   | Round robin (FG): 160 por vitória + 70 por jogo   | Round robin (FG): 160 por vitória + 70 por jogo   | Round robin (FG): 160 por vitória + 70 por jogo   | Round robin (FG): 160 por vitória + 70 por jogo   | Round robin (FG): 160 por vitória + 70 por jogo   |
| WTA Championships (D)          | 1500   | 1050   | 690             | –                                                 | –                                                 | –                                                 | –                                                 | –                                                 | –                                                 | –                                                 | –                                                 | –                                                 |
| Torneio das Campeãs (S)        | 195+FG | 75+FG  | FG              | Fase de grupos (FG): 35 por vitória + 25 por jogo | Fase de grupos (FG): 35 por vitória + 25 por jogo | Fase de grupos (FG): 35 por vitória + 25 por jogo | Fase de grupos (FG): 35 por vitória + 25 por jogo | Fase de grupos (FG): 35 por vitória + 25 por jogo | Fase de grupos (FG): 35 por vitória + 25 por jogo | Fase de grupos (FG): 35 por vitória + 25 por jogo | Fase de grupos (FG): 35 por vitória + 25 por jogo | Fase de grupos (FG): 35 por vitória + 25 por jogo |
| WTA Premier Mandatory (96S)    | 1000   | 700    | 450             | 250                                               | 140                                               | 80                                                | 50                                                | 5                                                 | 30                                                | –                                                 | 20                                                | 1                                                 |
| WTA Premier Mandatory (64S)    | 1000   | 700    | 450             | 250                                               | 140                                               | 80                                                | 5                                                 | –                                                 | 30                                                | –                                                 | 20                                                | 1                                                 |
| WTA Premier Mandatory (28/32D) | 1000   | 700    | 450             | 250                                               | 140                                               | 5                                                 | –                                                 | –                                                 | –                                                 | –                                                 | –                                                 | –                                                 |
| WTA Premier 5 (56S, 64Q)       | 900    | 620    | 395             | 225                                               | 125                                               | 70                                                | 1                                                 | –                                                 | 30                                                | 20                                                | 12                                                | 1                                                 |
| WTA Premier 5 (56S, 48/32Q)    | 900    | 620    | 395             | 225                                               | 125                                               | 70                                                | 1                                                 | –                                                 | 30                                                | 20                                                | –                                                 | 1                                                 |
| WTA Premier 5 (28D)            | 900    | 620    | 395             | 225                                               | 125                                               | 1                                                 | –                                                 | –                                                 | –                                                 | –                                                 | –                                                 | –                                                 |
| WTA Premier 5 (16D)            | 900    | 620    | 395             | 225                                               | 1                                                 | –                                                 | –                                                 | –                                                 | –                                                 | –                                                 | –                                                 | –                                                 |
| Jogos Olímpicos (64S)          | 685    | 470    | 340(3ª) 260(4ª) | 175                                               | 95                                                | 55                                                | 1                                                 | –                                                 | –                                                 | –                                                 | –                                                 | –                                                 |
| WTA Premier (56S)              | 470    | 320    | 200             | 120                                               | 60                                                | 40                                                | 1                                                 | –                                                 | 12                                                | –                                                 | 8                                                 | 1                                                 |
| WTA Premier (32S)              | 470    | 320    | 200             | 120                                               | 60                                                | 1                                                 | –                                                 | –                                                 | 20                                                | 12                                                | 8                                                 | 1                                                 |
| WTA Premier (16D)              | 470    | 320    | 200             | 120                                               | 1                                                 | –                                                 | –                                                 | –                                                 | –                                                 | –                                                 | –                                                 | –                                                 |
| WTA International (56S)        | 280    | 200    | 130             | 70                                                | 30                                                | 15                                                | 1                                                 | –                                                 | 10                                                | –                                                 | 6                                                 | 1                                                 |
| WTA International (32S, 32Q)   | 280    | 200    | 130             | 70                                                | 30                                                | 1                                                 | –                                                 | –                                                 | 16                                                | 10                                                | 6                                                 | 1                                                 |
| WTA International (32S, 16Q)   | 280    | 200    | 130             | 70                                                | 30                                                | 1                                                 | –                                                 | –                                                 | 10                                                | –                                                 | 6                                                 | 1                                                 |
| WTA International (16D)        | 280    | 200    | 130             | 70                                                | 1                                                 | –                                                 | –                                                 | –                                                 | –                                                 | –                                                 | –                                                 | –                                                 |

† Aplicável somente ao Torneio de Wimbledon, que possui chave qualificatória de duplas.

## Aposentadorias e retornos
Notáveis tenistas (campeãs de pelo menos um torneio do circuito WTA e/ou top 100 no ranking de simples ou duplas por pelo menos uma semana) que anunciaram o fim de suas carreiras profissionais ou que, já aposentadas, retornaram ao circuito durante a temporada de 2012:

### Aposentadorias
Legenda:
- (V) vencedora; (F) finalista; (SF) semifinalista: (QF) quadrifinalista; (#R) derrotada na #ª fase da chave principal; (Q#) derrotada na #ª fase do qualificatório;

- (AO) Australian Open; (RG) Roland Garros; (WC) Wimbledon; (USO) US Open;

- (S) simples; (D) duplas; (DM) duplas mistas.

| 1ª | S | 11/08/2003 |
| 1ª | D | 04/08/2003 |

| 41 | S |
| 11 | D |

| V | AO  | 2011           | S |
| V | RG  | 2003           | D |
| V | WC  | 2003           | D |
| V | USO | 2005 2009 2010 | S |

| 26ª | S | 21/11/2005 |
| 1ª  | D | 01/11/2010 |

| 4  | S |
| 17 | D |

| V | AO | 2011 | D |

| 50ª | S | 08/11/2004 |
| 55ª | D | 18/07/2005 |

| 3R | WC   | 2003      | D |
| 3R | 2005 | S         |   |
| 3R | USO  | 1998 2004 | D |

| 46ª | D | 23/07/2007 |

| 4 | D |

| 3R | AO | 2007 | D |

### Retornos
Legenda:
- (V) vencedora; (F) finalista; (SF) semifinalista: (QF) quadrifinalista; (#R) derrotada na #ª fase da chave principal; (Q#) derrotada na #ª fase do qualificatório;

- (AO) Australian Open; (RG) Roland Garros; (WC) Wimbledon; (USO) US Open;

- (S) simples; (D) duplas; (DM) duplas mistas.

| 9ª | S | 07/06/2004 |
| 1ª | D | 09/09/2022 |

| 4  | S |
| 44 | D |

| V | AO  | 2004                | D |
| V | RG  | 2001 2002 2004 2005 | D |
| V | USO | 2002 2003 2004      | D |

## Prêmios
Os vencedores do WTA Awards de 2012 foram anunciados no final da temporada.
- Jogadora do ano:  Serena Williams;
- Dupla do ano:  Sara Errani /  Roberta Vinci;
- Jogadora que mais evoluiu:  Sara Errani;
- Revelação do ano:  Laura Robson;
- Retorno do ano:  Yaroslava Shvedova.

- Peachy Kellmeyer Player Service:  Venus Williams;
- Esportividade Karen Krantzcke:  Kim Clijsters;
- Jerry Diamond Aces:  Victoria Azarenka;
- Georgina Clark Mother:  Gladys Heldman.

Torneios do ano:
- WTA Premier:  Stuttgart;
- WTA International:  Båstad.

Favoritos do torcedor:
- Jogadora:  Agnieszka Radwańska;
- Dupla:  Serena Williams /  Venus Williams;

- Facebook:  Agnieszka Radwańska (página);
- Twitter:  Caroline Wozniacki (página);
- Vídeo: Agnieszka Radwanska Bee Killer.